# Folyosó

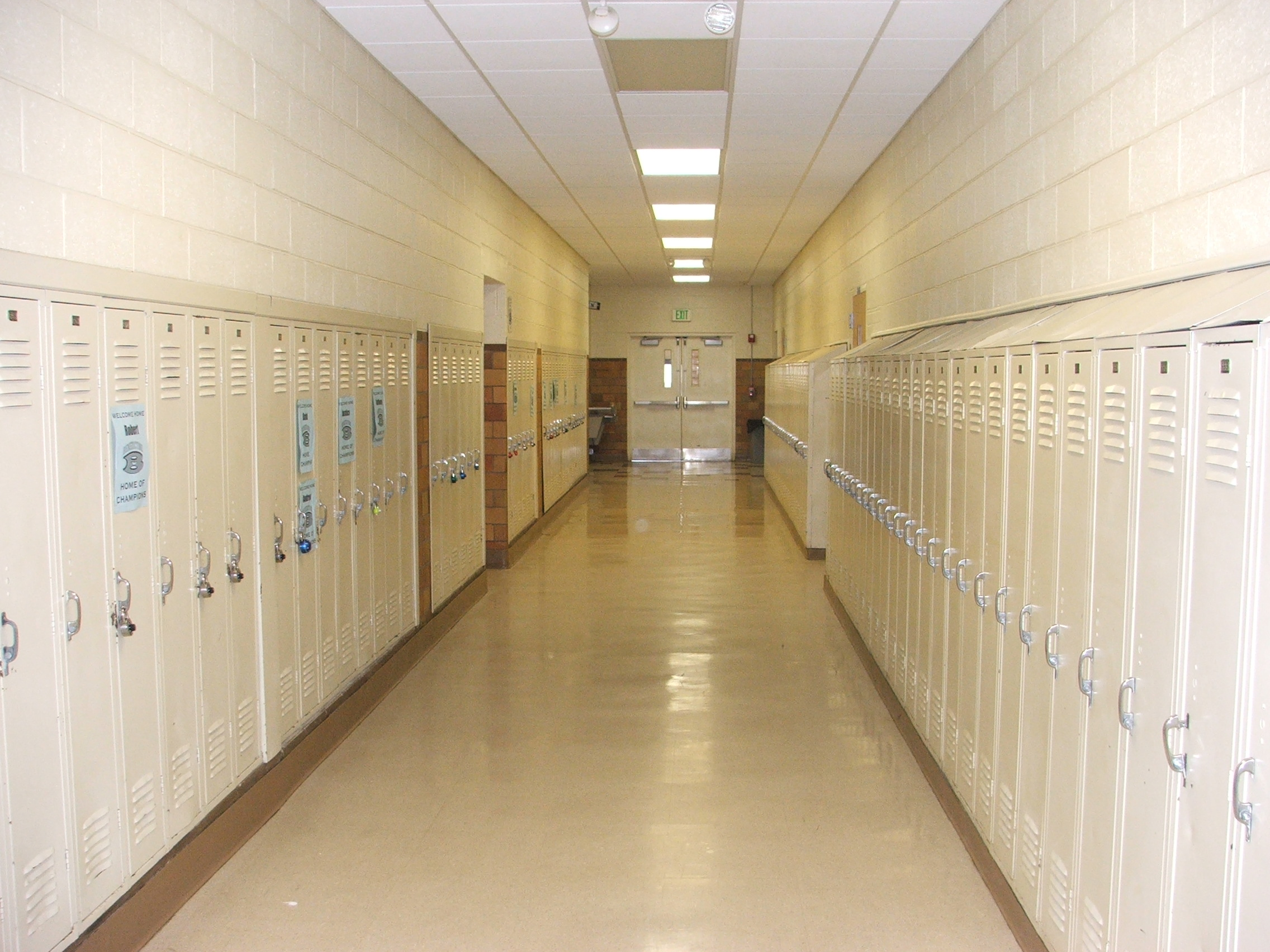
Iskolai folyosó

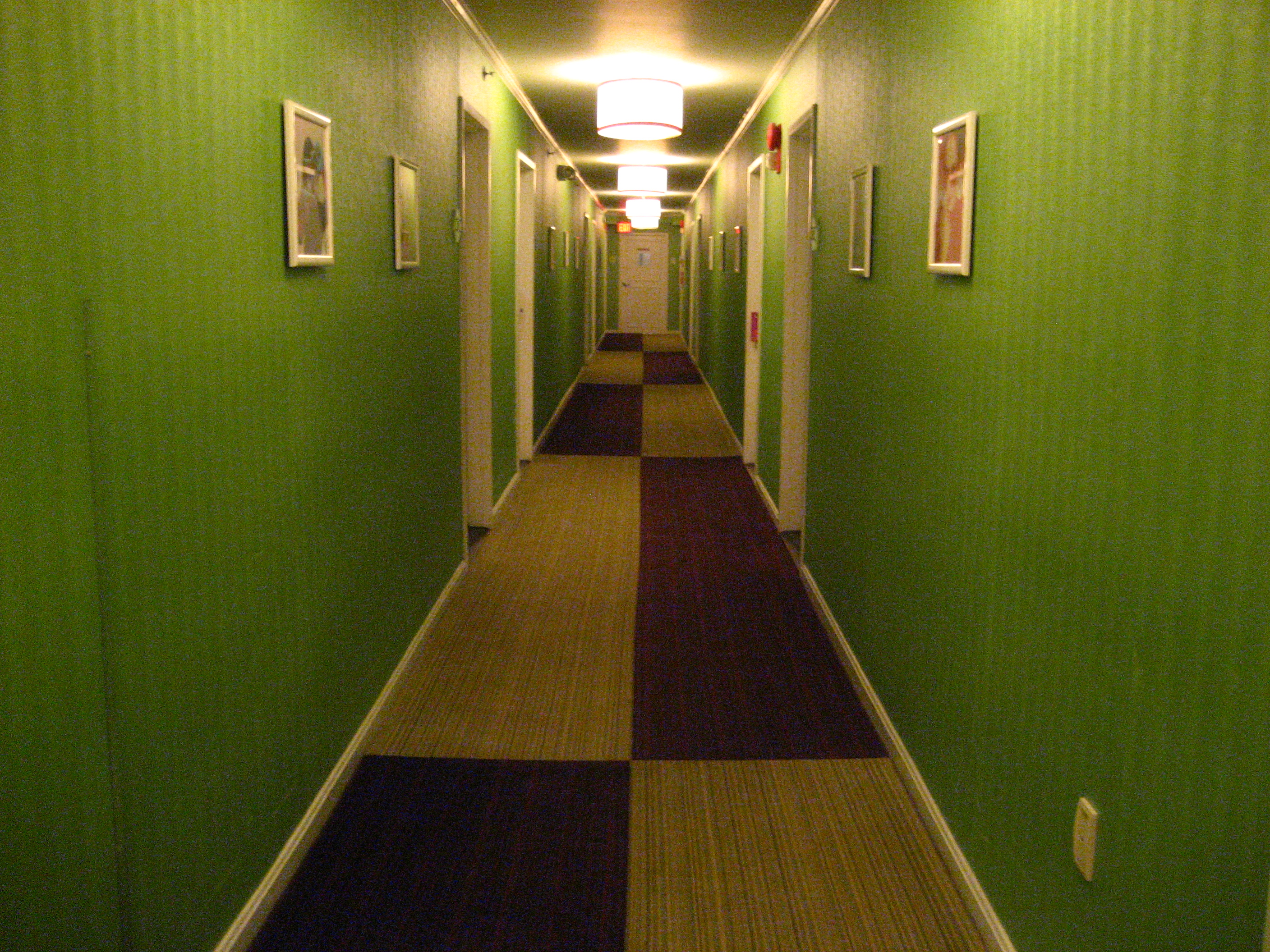
Szállodai folyosó

A folyosó (franciául: couloir, corridor) hosszú, keskeny helyiség, amely arra szolgál, hogy egyes szobákba külön-külön is be lehessen jutni anélkül, hogy ezért rajtuk keresztül kellene járnunk. A folyosó rendesen két szobasor közt van elhelyezve és lakóházakban 1-2 méter, vendéglőkben és nyilvános épületekben 3-4 méter széles. Világításáról és szellőzéséről kellően gondoskodni kell; ahol közvetlen világítás nem lehetséges, ott a világításról üvegezett ajtókkal és fölülvilágítókkal gondoskodnak. Szerepe van fő- és mellékfolyosó; azonkívül csukott- és nyitott folyosó; ez utóbbit különösen budapesti egykori bérházak udvarában alkalmazták (gang). A folyosó a bányákban közel vízszintes vágat, amely föltárásra, szállításra, levegő vagy/és víz vezetésére és a közlekedésre szolgál.